# Hypersara angustifrons
Hypersara angustifrons är en tvåvingeart som först beskrevs av Malloch 1935.  Hypersara angustifrons ingår i släktet Hypersara och familjen parasitflugor. Inga underarter finns listade i Catalogue of Life.